# The Last Supper (album Grave Digger)
The Last Supper – jedenasty album studyjny heavymetalowej grupy Grave Digger, wydany 17 stycznia 2005 roku przez Nuclear Blast. Większość utworów odnosi się do ostatnich dni z życia Chrystusa.

## Lista utworów
1. “Passion” – 1:20
2. „The Last Supper” – 5:28
3. „Desert Rose” – 4:20
4. „Grave in No Man's Land” – 4:10
5. „Hell to Pay” – 3:48
6. „Soul Savior” – 4:10
7. „Crucified” – 7:00
8. „Divided Cross” – 3:54
9. „The Night Before” – 3:30
10. „Black Widows” – 4:22
11. „Hundred Days” – 4:17
12. „Always and Eternally” – 5:30

### Bonus
1. „Sleepless” – 3:31
2. „Jeepers Creepers” – 3:54

## Twórcy
- Chris Boltendahl – śpiew
- Manni Schmidt – gitara
- Jens Becker – gitara basowa
- Stefan Arnold – perkusja
- Hans Peter Katzenburg – instrumenty klawiszowe